# Dorcadion pseudobithyniense
Dorcadion pseudobithyniense là một loài bọ cánh cứng trong họ Cerambycidae.